# Bradano
Il Bradano (in passato chiamato anche Acheronte, Αχέρων o Αχέροντας in greco) è uno dei principali fiumi della Basilicata: è il terzo per lunghezza con 120 km di corso dopo il Basento (149 km) e l'Agri (136 km), ma il primo per ampiezza del suo bacino idrografico (2.765 km² dei quali 2.010 km² appartenenti alla Basilicata e i restanti 755 alla Puglia), primo in Italia per ampiezza bacino tra i fiumi che sfociano nel Mar Ionio.

## Corso del fiume

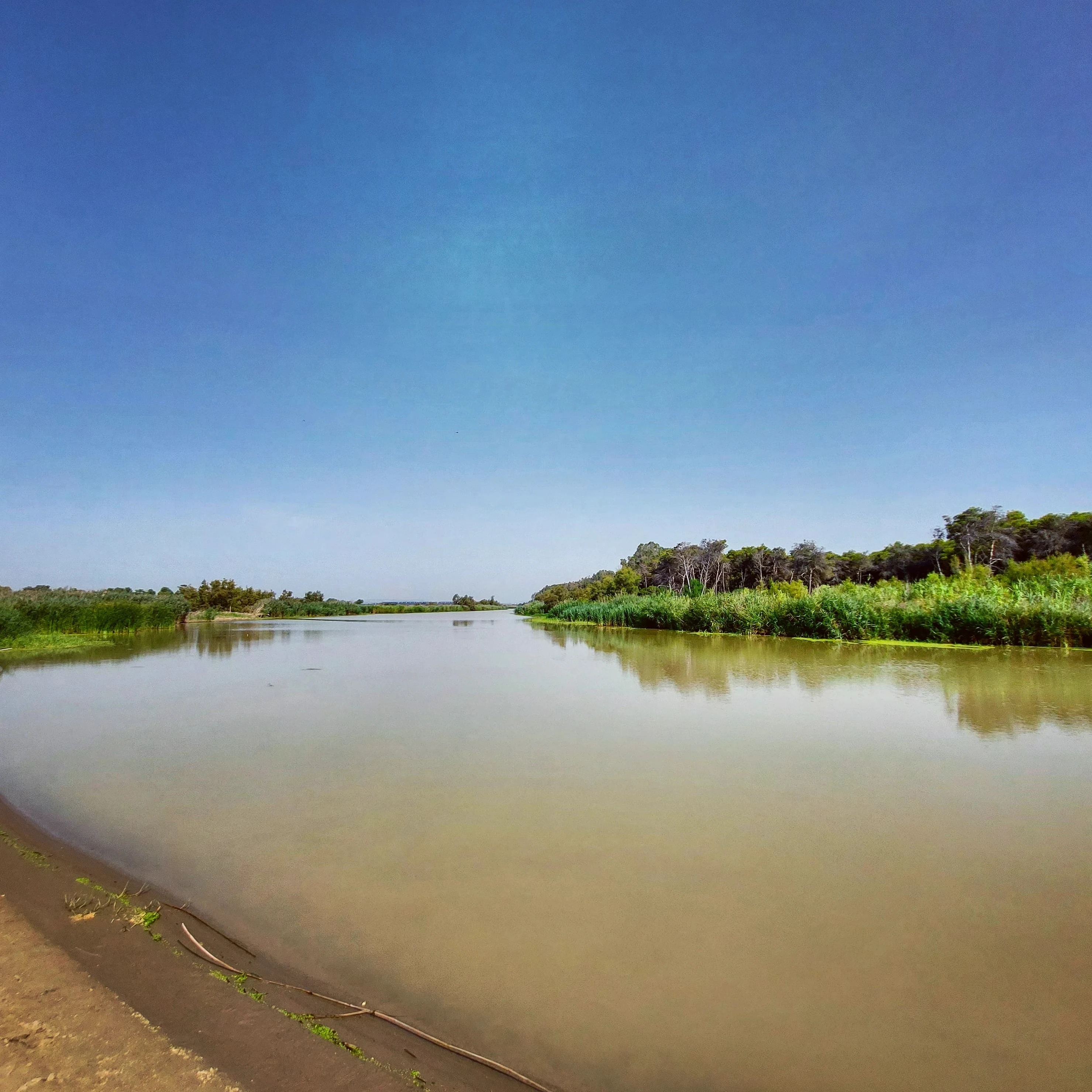
Foce del fiume Bradano

Nasce vicino alla frazione aviglianese di Possidente a circa 1.000 m di altitudine, dal Monte Carmine tra le borgate di Paoladoce e Canestrella.
Da qui con andamento torrentizio, dopo circa 5 km affluisce da sinistra il torrente Bradanello in località Inforcatura prima di giungere nei pressi di Acerenza dove, sbarrato da una diga forma il lago di Acerenza, ricevendo da destra il torrente Rosso.
Costeggia poi per qualche km la tratta ferroviaria Bari-Potenza ricevendo da sinistra, nei pressi della stazione di Genzano il torrente Fiumarella, quest'ultimo ulteriormente sbarrato formando l'omonimo lago artificiale.
Inizia dunque a scorrere in un tratto ingolato ed entrando così in provincia di Matera sino a giungere nei pressi del comune di Irsina dove, a valle della confluenza con il torrente Alvo esce dal tratto ingolato ampliando il proprio letto ghiaioso.
Qui inizia il suo tratto medio ricevendo vari contributi: da sinistra il torrente Basentello, suo principale tributario, e da destra il torrente Bilioso. In breve un'altra diga sbarra il suo corso formando il lago di San Giuliano.
Oltre la diga il fiume riceve poi l'apporto da sinistra del torrente Gravina di Picciano per poi scorrere sinuoso nel territorio del comune di Montescaglioso.
In breve raggiunge la piana di Metaponto, ricevendo da sinistra il suo ultimo affluente, il torrente Fiumicello o Gravina di Matera, scorrendo sul confine tra Basilicata e Puglia e sfociando poi nel mar Ionio presso Metaponto.

## Regime idrologico
Pur disponendo del bacino di raccolta più esteso fra i fiumi della Basilicata il Bradano ha una portata media alla foce di appena 7 m³/s.
Ciò è dovuto alla scarsità delle precipitazioni che interessano gran parte del suo bacino e soprattutto alla scarsa presenza di sorgenti.
Il suo regime è dunque torrentizio con piene anche superiori ai 1.000 m³/s in autunno e inverno e magre quasi totali in estate.
Lungo il suo percorso il Bradano è sbarrato anche dalle dighe di Acerenza e San Giuliano, che contribuiscono nel diminuire ulteriormente la portata del fiume; il lago di San Giuliano ha una capacità di 107 milioni di m³ di acqua, si estende per circa 1.000 ettari, dal 1976 fa parte di un'Oasi di protezione della fauna, in seguito divenuta riserva naturale regionale, ed è stata un'oasi del WWF Italia.

## Importanza storico-geografica
Il fiume Bradano storicamente fu utilizzato come confine naturale tra diverse entità.
In particolare esso rappresentò fino al 1663 il confine tra la Terra d'Otranto e la Lucania.
In epoca romana, invece, il fiume aveva rappresentato il confine amministrativo tra la regione augustea dell'Apulia e quella della Lucania.

## Fauna
La fauna ittica è essenzialmente rappresentata da trota fario d'immissione, alborella meridionale, cavedano. In un affluente è stato rilevato anche il barbo. 
Altre specie sono presenti nei laghi artificiali costituiti dalla diga di San Giuliano e del Basentello.
Nella relazione ambientale per l'anno 2017 dell'Arpa Basilicata risultano inoltre presenti: l'anguilla, il cefalo calamita, la rovella, il pesce persico, la cagnetta o Salariopsis fluviatilis, la spigola, il ghiozzetto cenerino, il granchio di fiume (Potamon fluviatile),  il gamberetto d'acqua dolce Atyaephyra desmaresti e gli alloctoni granchio azzurro Callinectes sapidus, la carpa,  il rutilo Rutilus rutilus, il gambero della louisiana Procambarus clarkii ,il carassio Carassius carassius, la gambusia Gambusia holbrooki, il cebacek o Pseudorasbora parva, il pesce rosso Carassius auratus.

## Problematiche
Sul fiume insistono negatività come inquinamento da abitati e aziende agricole con erbicidi e pesticidi, prelievo idrico eccessivo, bracconaggio.